# Kecamatan Sagalaherang
Kecamatan Sagalaherang är ett distrikt i Indonesien.   Det ligger i provinsen Jawa Barat, i den västra delen av landet, 100 km sydost om huvudstaden Jakarta.